# بايوبسي تورينس
بايوبسي تورينس هي (بلدية) في مقاطعة تورينو الحضرية داخل المنطقة الإيطالية بيدمونت ، وتقع على بعد حوال 15 كم من جنوب غرب تورين .
ويشترك مع حدود بايوبسي تورينس البلديات التالية: كانديولو، فينوفو، كاستانول بيمونت، وكارينانو .